# Schwalmtal (Niederrhein)

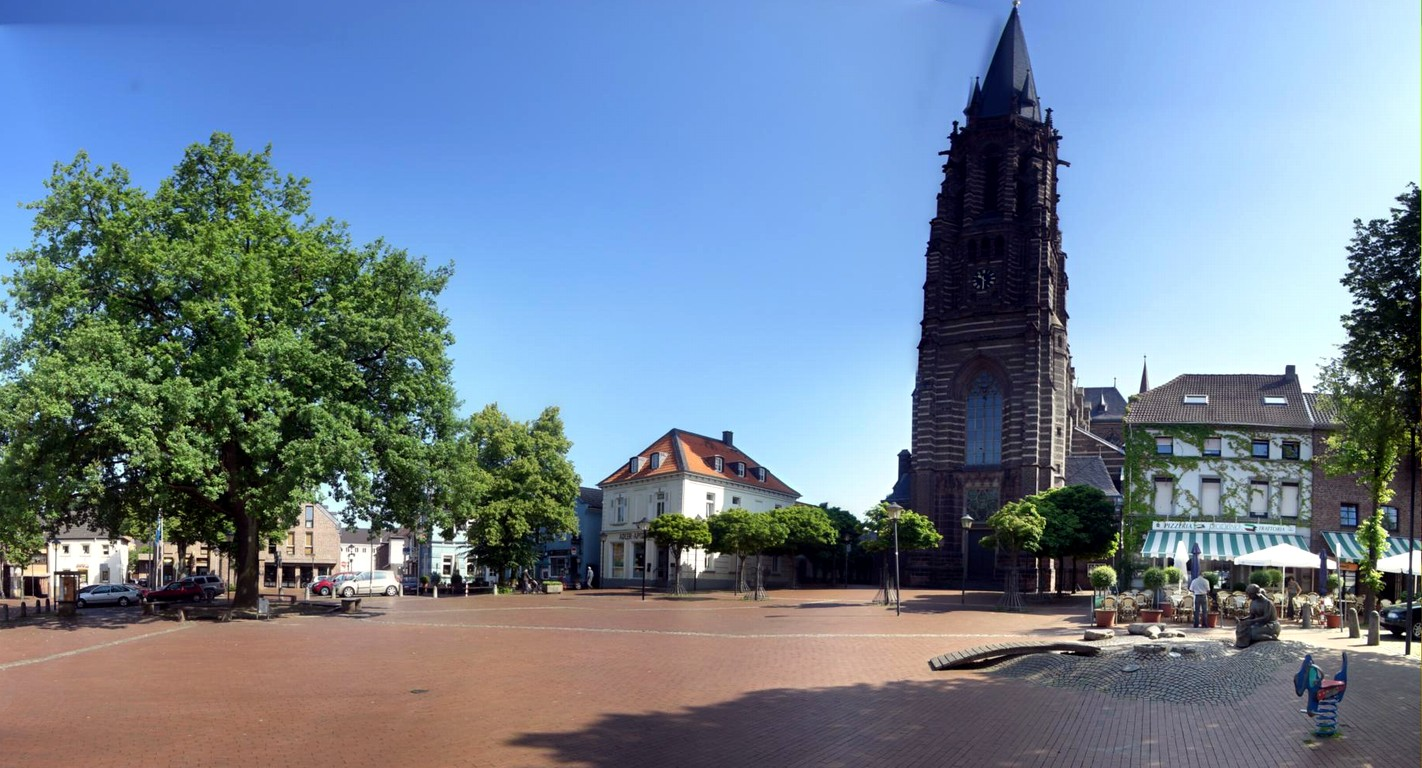
Marktplatz in Waldniel

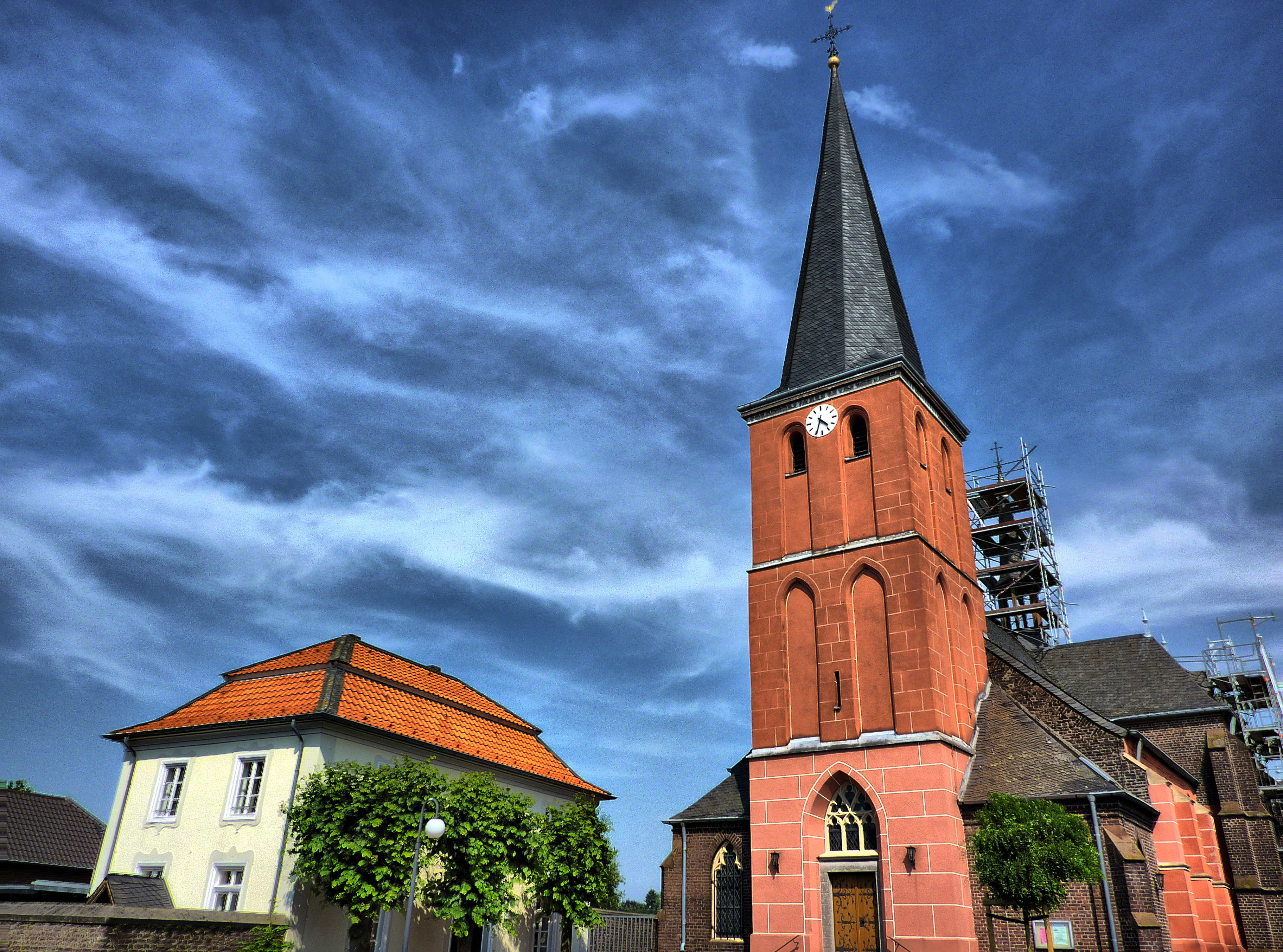
St. Gertrud in Dilkrath

Schwalmtal ist eine kreisangehörige Gemeinde des Kreises Viersen im Regierungsbezirk Düsseldorf. Schwalmtal liegt am Niederrhein im Westen von Nordrhein-Westfalen. Ihre größten Ortsteile sind Waldniel und Amern.

## Geografie

### Räumliche Lage
Umgeben ist Schwalmtal von einer typisch niederrheinischen Landschaft. Nur rund 6 km² des insgesamt gut 48 km² großen Gemeindegebietes sind bebaut. Namensgeber für die Gemeinde war der Fluss Schwalm. Das Schwalmtal wird auch das „Tal der Mühlen“ genannt (siehe hier).
Schwalmtal liegt im östlichen Teil des Naturparks Maas-Schwalm-Nette.

### Gemeindegebiet
Schwalmtal besteht aus folgenden Ortsteilen:
- Amern (etwa 8000 Einwohner)
- Berg (etwa 140 Einwohner)
- Birgen (etwa 60 Einwohner)
- Brüggener Hütte
- Dilkrath (ca. 1200 Einwohner)
- Eicken (etwa 80 Einwohner)
- End (etwa 130 Einwohner)
- Eschenrath (etwa 90 Einwohner)
- Felderseite
- Fischeln (etwa 130 Einwohner)
- Geneschen
- Hagen
- Hahn
- Hehler (etwa 500 Einwohner)
- Heidend
- Hochfeld (etwa 12 Einwohner)
- Hostert (etwa 30 Einwohner)
- Kasend
- Kranenbruch
- Krinsend
- Leloh (etwa 100 Einwohner; Fläche etwa 0,8 km²)
- Linde (etwa 200 Einwohner)
- Lüttelforst (rund 620 Einwohner), ein Waldhufendorf, verläuft rund vier Kilometer parallel zur Schwalm, mit Jakobuskirche
- Naphausen (etwa 100 Einwohner)
- Papelter Hof
- Renneperstraße
- Rösler-Siedlung[2] (etwa 210 Einwohner)
- Schagen
- Schier
- Stöcken (etwa 40 Einwohner)
- Ungerath
- Vogelsrath
- Waldniel (etwa 11.000 Einwohner)

## Geschichte
Die Gemeinde Schwalmtal entstand am 1. Januar 1970 im Zuge der Gebietsreform in Nordrhein-Westfalen. Die bis dahin rechtlich selbständigen Gemeinden Waldniel und Amern wurden zur Gemeinde Schwalmtal zusammengefasst.
Gefundene steinzeitliche Siedlungsreste werden auf das Jahr 2000 v. Chr. datiert. Urkundliche Erwähnungen gehen zurück bis auf das Jahr 1020 für Waldniel und das 12. Jahrhundert für Amern.
Die spätere Gemeinde Waldniel wurde im Jahr 1915 aus den Gemeinden Burgwaldniel, Kirspelwaldniel und Lüttelforst gebildet. Die Gemeinde Amern entstand 1928 mit der Zusammenlegung von Amern St. Georg mit Dilkrath. Im Jahr 1936 wurden Unteramern und Oberamern zusammengelegt.
Die Region wurde von der Machtergreifung ab dem 30. Januar 1933 bis zur Befreiung durch US-Truppen im März 1945 von Funktionären des NS-Regimes regiert. 
Von 1941 bis Juli 1943 ließ das NS-Regime im Rahmen der Aktion T4 in der früheren St. Josefsheim in der „Kinderfachabteilung“ Waldniel körperlich oder geistig behinderte Kinder und Jugendliche im Rahmen der sogenannten Kinder-Euthanasie quälen und ermorden, unzählige weitere wurden deportiert. Mit einer Kapazität von 200 Betten war die Anstalt eine der großen ihrer Art in Deutschland. Auf dem Friedhof der Anstalt erinnert seit 1988 eine Gedenkstätte an die Opfer.
Am 28. Februar 1945 nahmen Soldaten der 84. US-Infanteriedivision – nach Kämpfen um Eicken, Ungerath und Hochfeld – Schwalmtal ein. Von dort aus rückten sie weiter nach Boisheim und Dülken vor.

## Bevölkerungsentwicklung
| Jahr | Einwohner |
| ---- | --------- |
| 2003 | 19.395    |
| 2005 | 19.237    |
| 2007 | 19.381    |
| 2010 | 18.999    |
| 2013 | 18.750    |
| 2015 | 19.140    |
| 2017 | 19.067    |
| 2019 | 18.855    |
| 2022 | 19.143    |

## Politik

### Gemeinderat
Der Gemeinderat hat 34 Sitze, die seit der Kommunalwahl vom 13. September 2020 folgendermaßen verteilt sind:
| Wahljahr | CDU | Grüne | SPD | FDP | Gesamt |
| -------- | --- | ----- | --- | --- | ------ |
| 2020     | 16  | 11    | 5   | 2   | 34     |
| 2014     | 19  | 6     | 7   | 2   | 34     |
| 2009     | 18  | 7     | 5   | 4   | 34     |
| 2004     | 18  | 5     | 6   | 5   | 34     |

- Grüne: 11
- SPD: 5
- FDP: 2
- CDU: 16

### Bürgermeister
Bürgermeister von Schwalmtal ist seit der Bürgermeisterwahl vom 13. September 2020 Andreas Gisbertz (CDU). Er errang im ersten Anlauf mit 53,11 % die absolute Mehrheit. Sein Vorgänger war seit 2014 Michael Pesch (CDU).

### Wappen, Flagge und Dienstsiegel
Die Gemeinde Schwalmtal führt gemäß Genehmigungsurkunde des Regierungspräsidenten in Düsseldorf vom 8. April 1971 ein Wappen, eine Flagge in der Form eines Banners und ein Dienstsiegel.
| Wappen von Schwalmtal | Blasonierung: „Das Wappen, gespalten, zeigt vorn in Blau den Erzengel Michael, dessen Haar, Kettenpanzer und Strümpfe golden (gelb), dessen Heiligenschein, Gesicht, Flügel und Rock silbern (weiß) tingiert sind und der einem schwarzen Drachen eine rote Lanze in den Rachen stößt; hinten in Silber (weiß) drei blaue Balken.“ |
| Wappen von Schwalmtal | Das Wappen der Gemeinde Schwalmtal setzt sich aus Teilen der Wappen von den beiden ursprünglichen Gemeinden Amern und Waldniel zusammen. Die vordere Hälfte des Wappens enthält eine Abbildung des Erzengels Michael. Sankt Michael ist der Patron der Waldnieler Pfarrkirche. Die drei blauen Balken in Silber auf der hinteren Hälfte sind einem Siegel aus dem Jahre 1267 der Herren von Ambere entnommen, die als Gründer von Ober- und Unteramern gelten. |

Flaggenbeschreibung
„Die Flagge der Gemeinde (Banner) zeigt die Farben Weiß – Blau im Verhältnis 1 : 1 längsgestreift mit dem Wappen der Gemeinde etwas oberhalb der Mitte.“

Banner

Dienstsiegel
Das Dienstsiegel der Gemeinde Schwalmtal enthält die Umschrift:
 „Gemeinde Schwalmtal, Kreis Viersen“ und zeigt im Siegelbild im Schild das Wappen der Gemeinde in folgender Tingierung: „Gespalten, vorn in Schwarz ein weißer Erzengel Michael, der einem weißen Drachen eine weiße Lanze in den Rachen stößt; hinten in Weiß drei schwarze Balken.“

### Städtepartnerschaften
Partnerstadt von Schwalmtal ist seit 1985 die etwa 3600 Einwohner zählende Stadt Ganges in Südfrankreich. Im Rahmen der Partnerschaft findet jedes Jahr ein Schüleraustausch beider Städte statt. Das 25-jährige Jubiläum wurde 2010 in Ganges gefeiert.

## Kultur und Sehenswürdigkeiten

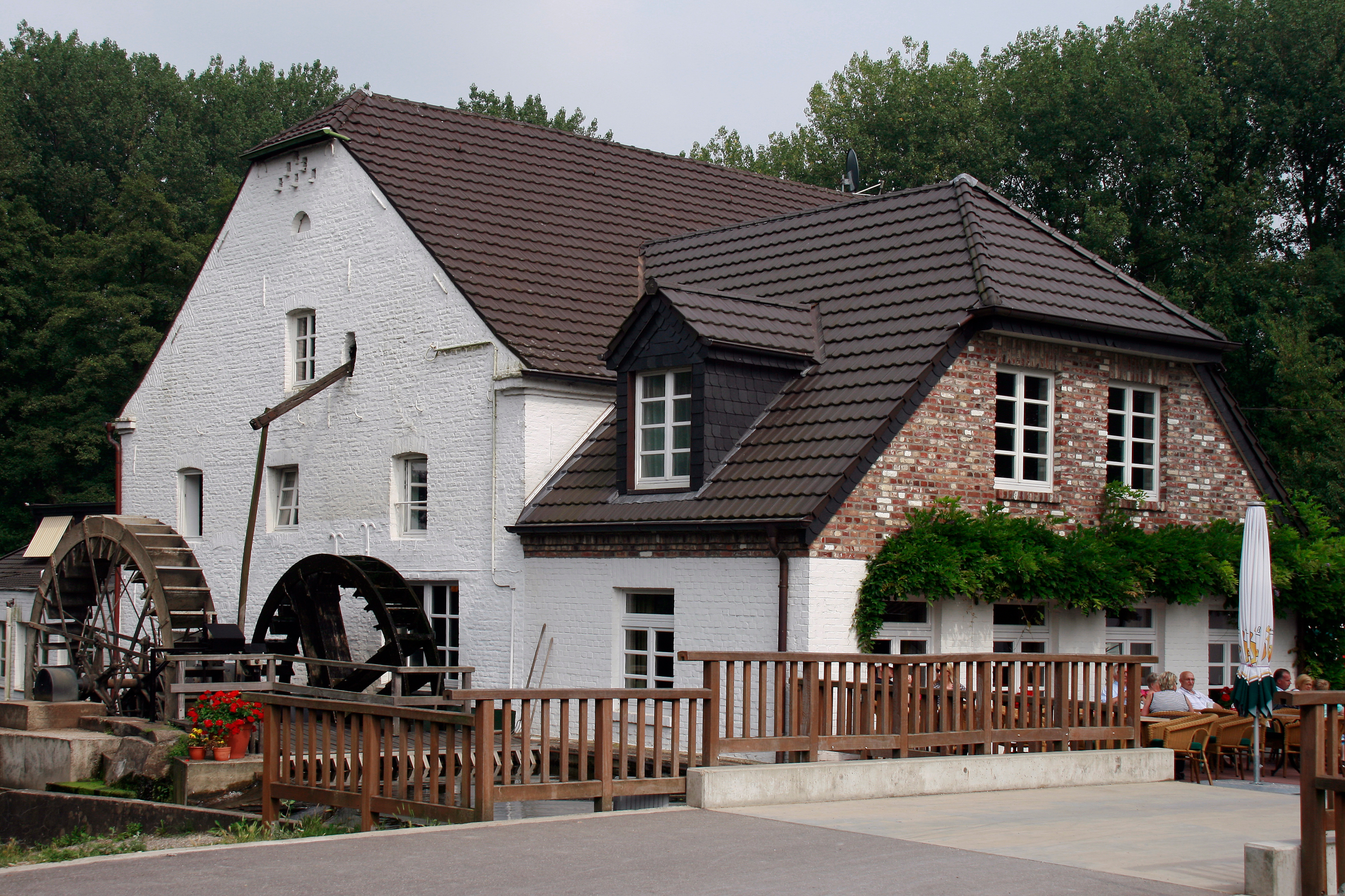
Die Mühlrather Mühle am Hariksee

Im Naherholungsgebiet Hariksee steht mit der Mühlrather Mühle von 1447 die älteste Wassermühle am Niederrhein.
Der Ortsteil Waldniel hat das 1936 von dem Kölner Architekten Theodor Merrill für den Unternehmer Josef Kaiser erbaute Haus Clee zu bieten, in dem sich heute die Geschäftsführung der Bethanien Kinder- und Jugenddörfer befindet. Es wurde auf den Grundmauern des vorherigen kleinen Schlosses erbaut. Die Geschichte von Haus Clee reicht bis in das 14. Jahrhundert zurück. Letzter adeliger Besitzer war Eduard Rosbach, der den Park anlegen und auch das Insel-Schlösschen erbauen ließ.

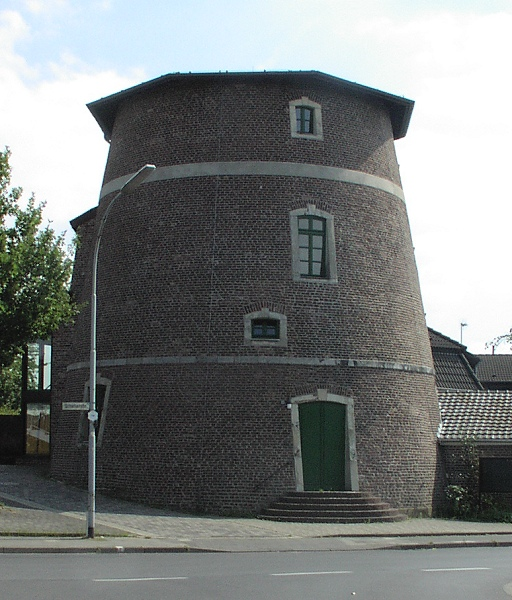
Der Mühlenturm in Amern

Der „Schwalmtaldom“, wie der Volksmund die neugotische Pfarrkirche St. Michael in Waldniel nennt, wurde in den Jahren 1879 bis 1883 erbaut, ist 84 m hoch und liegt unmittelbar am historischen Marktplatz im Ortskern. Im Kirchturm hängen vier Glocken der Glockengießerei Otto aus Hemelingen/Bremen. Sie haben die Disposition: h0 – cis' – dis' – fis'. Ihre Durchmesser sind: 1664 mm, 1461 mm, 1310 mm und 1095 mm. Sie wiegen: 2900 kg, 2050 kg, 1400 kg und 850 kg.
Insgesamt gibt es in Schwalmtal über 130 Baudenkmäler. Im Ortsteil Amern ist der alte Mühlenturm aus dem frühen 19. Jahrhundert einen Besuch wert. Am Wochenende finden hier Wechselausstellungen statt, ansonsten kann der Mühlenturm für Feiern gemietet werden. Unter anderem stellte hier der deutsche Maler und Künstler Malte Sonnenfeld im Jahre 2023 aus.
Die Schwalmtalzupfer gelten als eines der größten Gitarrenorchester in Europa. Die Theater-AG des Gymnasiums St. Wolfhelm erreichte 1999 mit der Aufführung des Broadway-Musicals Der Mann von La Mancha den ersten Platz beim Niederrheinischen Amateur-Theater in Xanten. In der Theater-AG sammelte auch Charlotte Roche während ihrer Schulzeit erste Bühnenerfahrungen. Die Achim-Besgen-Halle im Gymnasium bietet etwa 500 Sitzplätze.

## Wirtschaft und Infrastruktur
Der Industriestandort Schwalmtal war früher (wie auch die Städte Viersen, Mönchengladbach und Krefeld) von der Textilindustrie geprägt.
Die einstige Rösler Draht AG (1872 in Essen gegründet) wurde 1994 vom belgischen Drahthersteller Bekaert übernommen. Rösler beschäftigte damals in Waldniel fast 600 Mitarbeiter. Bekaert produzierte im Werk Waldniel vor allem geschweißte Mattenzäune. 2005 verkaufte Bekaert seine gesamte Unternehmensdivision „Bekaert Fencing NV“ an das Investmentunternehmen „Gilde“. Zum Jahresende 2009 wurden 80 der verbliebenen 125 Mitarbeiter entlassen.
Waldniel ist seit 2007 Sitz der Verwaltung der Bäckereikette Kamps. Außerdem hat Kamps im Jahr 1999 das „Schwalmtaler Backhaus“ übernommen. Zu damaliger Zeit war diese ein großer Konkurrent.

### Verkehr

#### Autobahn
Schwalmtal lässt sich über die Bundesautobahn 52 (Ausfahrten Schwalmtal-Hostert (5) und Schwalmtal (4)) oder über die L 371 und die B 221 erreichen.

#### Eisenbahn
Bahnhöfe in der Nähe sind Mönchengladbach Hauptbahnhof, Viersen, Viersen-Dülken und Viersen-Boisheim. Sie sind – bis auf Viersen-Boisheim – per Bus erreichbar.
Früher gab es eine Bahnstrecke zwischen Dülken und Brüggen. Der Teil zwischen Waldniel und Dülken wurde 1998 stillgelegt.

#### Luftverkehr
Der Flughafen Düsseldorf ist in etwa 30 Minuten mit dem Auto erreichbar.

#### Öffentlicher Personennahverkehr
Der ÖPNV in Schwalmtal wird durch die NEW mobil und aktiv Mönchengladbach und die SWK Mobil betreut. Alle Linien sind zu einheitlichen Preisen des Verkehrsverbunds Rhein-Ruhr zu benutzen.
Innerhalb des Gemeindegebietes wird der „Bürgerbus Schwalmtal e. V.“ betrieben, der auf einer staatlich konzessionierten Buslinie den öffentlichen Personennahverkehr ergänzt. Betreiber ist ebenfalls die NEW mobil und aktiv Mönchengladbach. Alle Bürgerbus-Fahrer sind ehrenamtlich tätig.

## Sport und Freizeit
In den Vereinen TuS Waldniel, SC Waldniel, VSF Amern und DJK Fortuna Dilkrath werden zahlreiche Sportarten gefördert. Es gibt elf Schützenvereine (Bund der historischen deutschen Schützenbruderschaften oder Deutscher Schützenbund).

## Besondere Ereignisse
Am 18. August 2009 schoss ein 72-jähriger Rentner bei einem Gutachtertermin zur Zwangsversteigerung des Hauses seiner Tochter auf zwei Rechtsanwälte und zwei Immobiliengutachter und tötete drei von ihnen.

## Persönlichkeiten

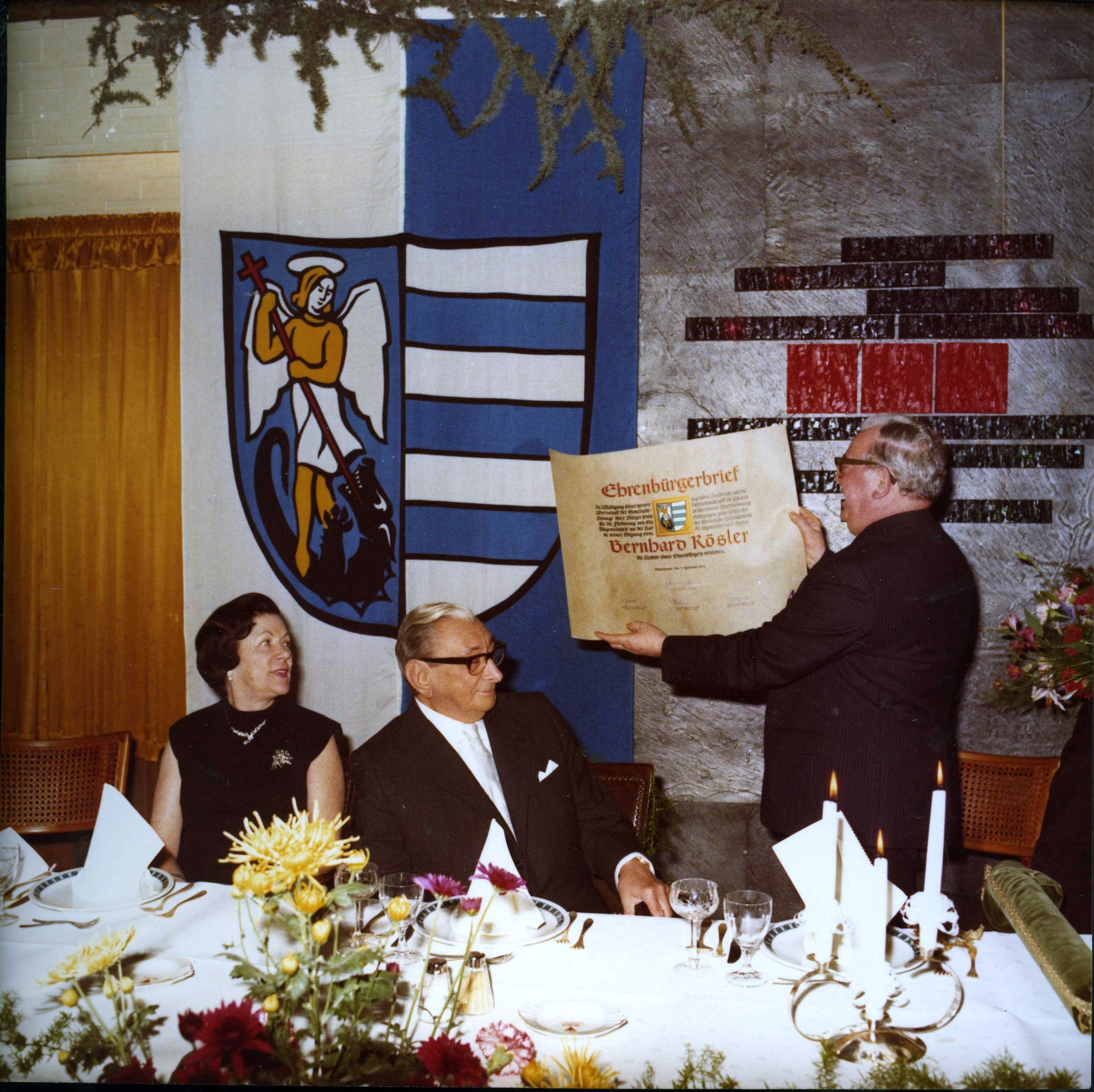
Der Bürgermeister von Schwalmtal, Heinrich Jenissen, überreicht am 3. November 1972 Bernhard & Joyce Rösler den Ehrenbürgerbrief

- Bernhard Rösler (1906–1973), Unternehmer, Ehrenbürger der Gemeinde Schwalmtal (1972)
- Ludwig Gabriel Schrieber (1907–1975), Bildhauer, Maler und Zeichner
- Ernst van Aaken (1910–1984), Sportmediziner und Trainer
- Rudi Fuesers (1928–2010), Posaunist und Bandleader
- Hans Hermann Henrix (* 1941), Theologe und Autor
- Jupp Heynckes (* 1945), deutscher Fußballtrainer (u. a. bei FC Bayern München und Borussia Mönchengladbach)
- Stefan Berger (* 1969), Abgeordneter, Landtag Nordrhein-Westfalen
- Joachim „Joko“ Winterscheidt (* 1979), Moderator
- Johannes van den Bergh (* 1986), Fußballspieler